# Aprónép (animációs sorozat)
Az Aprónép (eredeti cím: Minuscule) francia televíziós 3D-s számítógépes animációs sorozat, amelyet a Futurikon készített. Franciaországban 2006-tól a France 2 és France 5 vetíti, Magyarországon pedig 2013-tól az M2 sugározza. A sorozatot DVD-n is kiadták Csodabogarak néven. A televíziós sorozat alapján készült, egy szintén szöveg nélküli teljes mozifilm Csodabogarak – Az elveszett hangyák völgye (eredeti cím: Minuscule – La vallée des fourmis perdues) címmel, amelyet 2013-ban mutattak be a tallinni filmfesztiválon.
Hosszú idő után, 2016-ban új epizódok jelentek meg. 26 x 2 perces, 71 x 5 perces és 2 különleges rész egy 12 és egy 25 perces.

## Ismertető
A sorozat a csodabogarakról szól akik mindig megküzdenek problémáikkal, szerelmeikkel, ellenségeikkel ebben a humoros vígjátékban.

## Szereplők
- Katicabogarak
- Legyek
- Hangyák
- Pókok
- Csigák
- Szöcskék
- Szúnyogok
- Pillangók
- Hernyók
- Szitakötők
- Méhek
- Darazsak
- Ganajtúró bogarak
- Kabócák

## Epizódok
Az első sorozat 6 DVD-n jelent meg, ezek tartalma:
1. DVD:
1. rész - A katica
2. rész - Hangyák
3. rész - Szerelmi történet
4. rész - Darazsak
5. rész - Hernyó pár
6. rész - Csigaálom
7. rész - Hétalvó méhecske
8. rész - Szélviharok
9. rész - A galacsinhajtók csatája
10. rész - Híd a Zzzzz folyón
11. rész - Hernyóálom
12. rész - Zzzeplin
13. rész - Katapult

2. DVD:
1. rész - Konvoj
2. rész - Csigaháztalan
3. rész - Piknik
4. rész - Csuklás
5. rész - A hernyó aki látni akarta az óceánt
6. rész - Szitakötők
7. rész - A barátság almája
8. rész - Lusta hangya
9. rész - Diótörők
10. rész - Sosem esik csak szakad
11. rész - A galacsinhajtó bánata
12. rész - A brazil kabóca
13. rész - Saláta

3. DVD:
1. rész - Rondaság
2. rész - A hernyó és a patak
3. rész - A gyávánál is gyávább
4. rész - Szundikálás
5. rész - A tücsök dala
6. rész - Katicák
7. rész - Az utolsó vacsora
8. rész - Totem
9. rész - A városi hernyó
10. rész - Az állhatatos
11. rész - A rózsaszín nyalóka
12. rész - Zzz őrjárat
13. rész - Az óriás camembert

4. DVD:
1. rész - A gyáva százlábú
2. rész - Bögöly
3. rész - Összetartunk
4. rész - Rosy
5. rész - A rémület éjszakája
6. rész - Álmatlan éjszaka
7. rész - Torpedó
8. rész - Őrült légy
9. rész - Jöjj el Karácsony!
10. rész - Beltéri pókhálók
11. rész - Konzervdoboz akció
12. rész - Egészségedre!
13. rész - Ó zöldfenyő

5. DVD:
1. rész - Rágógumi
2. rész - Pokoli hangyaboly
3. rész - Kegyetlen világ
4. rész - Az önimádó
5. rész - Guruló csigára nem tapad moha
6. rész - Méhecske eltéved
7. rész - Csúcssebesség
8. rész - Hiperaktív
9. rész - Megfelelő nevelés
10. rész - A jó mag
11. rész - A szúnyog
12. rész - A szabaduló művész
13. rész - Csöndet!

6. DVD:
1. rész - Nincs kiút
2. rész - Nincs szerencse
3. rész - Téli kellemetlenségek
4. rész - Szélfútta
5. rész - Banánok
6. rész - Tészta
7. rész - Egy szúnyog délutánja
8. rész - A tolakodó csiga
9. rész - A vad csapat
10. rész - Felkészülni! Vigyázz! Kész! Rajt!
11. rész - Hoppá!
12. rész - Koktélparadicsom
13. rész - Furcsa légy

A második szezon epizódjai 4 DVD-n jelent meg, ezek tartalma:
1. DVD:
1. rész - Fedél nélkül
2. rész - TV Csata
3. rész - Makacs pók
4. rész - Szárnyas eset
5. rész - Tücsök és a sport
6. rész - Kolbászos ragadozó
7. rész - Tolvaj szarka
8. rész - Éjszakai csatározás
9. rész - Mikrohullámú sütő
10. rész - Méhecske
11. rész - A tücsök, aki nem tudott ugrani
12. rész - A hernyó és a karácsony
13. rész - Borsó vacsorára
14. rész - Pókháló, mint trambulin

2. DVD:
1. rész - Küldetés: BBQ
2. rész - Nevetséges flótás
3. rész - A rágógumi futam
4. rész - Valentin nap
5. rész - Akrobaták
6. rész - A medúza kalapja
7. rész - A zöldségeskert
8. rész - Csokoládé vadászat
9. rész - Magányosan
10. rész - Repülő bombázó
11. rész - Ragasztó
12. rész - Ágyúgolyó futam
13. rész - Borsó a kézben rosszabb, mint...
14. rész - A komisz háló
15. rész - Az őrült légy

3. DVD:
1. rész - Felszállás!
2. rész - A pillangó rémálma
3. rész - Burgonyaszirom akció
4. rész - Pillangó effekt
5. rész - A veteményes kert
6. rész - Bosszantó szomszéd
7. rész - Szomjas csiga
8. rész - Teljes sebességgel
9. rész - Magasfeszültség
10. rész - Kétségbeesett pók
11. rész - Mérges tehén a réten
12. rész - Ki szelet vet, vihart arat
13. rész - Sebességláz
14. rész - Ki nevet a végén?
15. rész - Légycsapó

4. DVD:
1. rész - A kísértet mocsár szörnye
2. rész - Csibészek!
3. rész - A fűszerüzlet rejtélye
4. rész - Napozás
5. rész - Pók futam
6. rész - Irány a kikötő!
7. rész - Vidéki házikó
8. rész - Százszorszép
9. rész - Le a kéménybe!
10. rész - A fűszerüzlet gengsztere
11. rész - A szúnyog és az ember
12. rész - Csíp, mint a tabasco
13. rész - Szúnyogháló
14. rész - Varázslatos légy
15. rész - A fánk